# Fridtjof Backer-Grøndahl
Fridtjof Backer-Grøndahl   (Christiania, 15 d'octubre de 1885 - Oslo, 21 de juny de 1959) va ser un pianista, compositor i professor de música noruec.
Backer-Grøndahl va néixer a Christiania (avui Oslo) el 1885, fill de la pianista i compositora Agathe Backer-Grøndahl i el director d'orquestra i professor de cant Olaus Andreas Grøndahl. Els seus primers estudis van ser amb la seva mare, amb qui va debutar en un concert a l'edat de 18 anys. Després va anar a la "High School for Music de Berlín", on el seu professor era Ernst Rudorff. També va tenir classes particulars amb Ernő Dohnányi i Xaver Scharwenka.
Va fer un estudi especial del Concert per a piano en A menor paisà seu (i l'amic de la seva mare) Edvard Grieg. Va recórrer Alemanya i països veïns des de 1905. El 1906 (Amsterdam) i el 1907 (Kiel) va tocar el Concert de Grieg sota la batuta del mateix compositor. També va tocar el concert sota Johan Svendsen.
De 1920 a 1930 Fridtjof Backer-Grøndahl va viure a Gran Bretanya, on va fer classes a la "University College de Londres" i també va concertar, incloent obres de la seva mare, Grieg i altres músiques noruecs al seu repertori, juntament amb les de Beethoven, Chopin, Schumann i Brahms.
Va escriure algunes cançons de piano i cicles de cançons. Va realitzar un petit nombre de gravacions de les peces líriques de Grieg, disponibles a YouTube. També va realitzar enregistraments de peces de piano de la seva mare Agathe.
Fridtjof Backer-Grøndahl va morir a Oslo el 1959, amb 73 anys.